# Душан Ђорђевић (фудбалски тренер)
Душан Ђорђевић (Београд, 23. априла 1970) српски је фудбалски тренер.